# Tòa Sứ thần Tòa Thánh
Tòa Sứ thần Tòa Thánh là cấp độ ngoại giao cao nhất của Tòa Thánh tại một quốc gia, tương đương với đại sứ quán. Đứng đầu cơ quan ngoại giao này là Sứ thần Tòa Thánh.
Danh xưng Sứ thần Tòa Thánh được dùng khi Tòa Thánh đã thiết lập được quan hệ ngoại giao chính thức và đầy đủ với một quốc gia nào đó. Tương tự, quốc gia này sẽ có một vị đại sứ cạnh Tòa Thánh. Người ta thường dùng chữ "cạnh" vì các tòa đại sứ đặt ở thủ đô Roma của Ý chứ không đặt trong lãnh thổ Thành Vatican. 
Sứ thần cũng là đại diện cao nhất của Tòa Thánh tại các tổ chức quốc tế nếu họ có mối quan hệ. 

## Danh xưng
Điều 14 Công ước Viên về Quan hệ Ngoại giao (1961) ghi nhận danh xưng "sứ thần" ("nuncio") như là một đặc ngữ tham chiếu đến chức vụ đại sứ của Tòa Thánh tại các quốc gia. Sứ thần cũng là người đứng đầu đoàn ngoại giao của Tòa Thánh ở một quốc gia hoặc tổ chức quốc tế, tương đương đại sứ đặc mệnh toàn quyền. 
Mặc dù chữ "Tòa Thánh" đôi khi được gọi hoán dụ là "Vatican", nhưng chúng là hai thực thể riêng biệt. Trong khi Vatican là lãnh thổ được thành lập bằng Hiệp ước Latêranô 1929 giữa Tòa Thánh và Ý, thì "Tòa Thánh" là danh xưng để chỉ cơ quan trung ương quản trị Giáo hội Công giáo về mặt tôn giáo, và đại diện ngoại giao với các nhà nước và tổ chức khác, tương đương chính phủ trung ương của một quốc gia. Do đó, sứ thần là những nhà ngoại giao được công nhận là đại diện cho Tòa Thánh, chứ không phải đại diện cho Vatican, như được quy định trong Giáo luật của Giáo hội Công giáo. Liên Hiệp Quốc và hầu hết các quốc gia dùng chữ Tòa Thánh thay cho Vatican theo định nghĩa này.
Vì thế, chỉ có thể gọi là "Sứ thần Tòa Thánh", còn các cách gọi khác như "Sứ thần Vatican", "Đại sứ Vatican", "Đại sứ Tòa Thánh"... là không tồn tại.

## Nhiệm vụ
Người đứng đầu một Tòa Sứ thần Tòa Thánh được gọi là vị sứ thần (nuncio) và thường ở chức tổng giám mục. Nuncio bắt nguồn từ tiếng Latinh cổ "nuntius", nghĩa là người mang thông điệp. 
Ngoài lãnh vực ngoại giao, sứ thần cũng đảm nhận việc liên lạc giữa Tòa Thánh với Giáo hội Công giáo ở quốc gia sở tại trên lĩnh vực tôn giáo. Sứ thần cũng đóng vai trò quan trọng trong việc giám sát, tham vấn và lựa chọn giám mục hoặc các chức vụ cao cấp như hồng y cho giáo hội ở quốc gia này. 
Mặc dù Tòa sứ thần được xem là một tòa đại sứ và thực hiện đầy đủ nhiệm vụ ngoại giao cho Tòa Thánh nhưng họ không có nhiệm vụ cấp thị thực và lãnh sự. Những sự vụ liên quan đến việc cấp thị thực nhập cảnh vào lãnh thổ Vatican được ủy thác cho tòa đại sứ hoặc tòa tổng lãnh sự của Ý thay mặt tiếp nhận. Thực tế, không có tuyến giao thông nào từ nước khác trực tiếp đến Vatican mà không phải thông qua thủ đô Roma. 
Một cách dễ hiểu:
- Sứ thần Tòa Thánh tương đương với Đại sứ
- Tòa Sứ thần Tòa Thánh tương đương với Tòa Đại sứ